# Alfonso Fernández Torres
Alfonso Fernández Torres (Torreperogil, Jaén, 12 de diciembre de 1907 - Manzanares, Ciudad Real, 15 de diciembre de 1978) fue un abogado, político y dirigente socialista español. Es considerado el «Padre del socialismo» en Jaén.

## Vida

### Primeros años
Era hijo de Luis Fernández Redondo, fusilado el 20 de diciembre de 1941, y padre del abogado y escritor Alfonso Fernández Malo. Fue condenado a un año de prisión por participar activamente en la Revolución de 1934. Fue secretario provincial en Jaén de UGT y del PSOE antes de la guerra civil, además de compromisario para la elección del Presidente de la Segunda República Española.

### Guerra Civil y posguerra
Durante la Guerra Civil ocupó distintos cargos de responsabilidad al frente de la Federación Provincial Socialista así como diversos cargos públicos, como el de presidente de la Diputación Provincial de Jaén. En marzo de 1939 representó a la Federación de Jaén en la reunión de federaciones provinciales socialistas celebrada en Madrid tras el golpe de Estado del coronel Casado para elegir una nueva Comisión Ejecutiva del PSOE opuesta a Negrín que sustituyese a la dirigida por Ramón Lamoneda, negrinista. Pocos días después fue detenido en el puerto de Alicante, de donde pasó al campo de concentración de Los Almendros, posteriormente trasladado al campo de concentración de Albatera y, de ahí, a las prisiones de Úbeda y Jaén. En esta última fue recluido dos días antes de que su padre fuera fusilado, el 20 de diciembre de 1941. Condenado a muerte en consejo de guerra sumarísimo, la pena le fue conmutada por treinta años de prisión, de los cuales cumplió siete.
Al ser liberado en 1948 se le prohibió el ejercicio de la abogacía y fue desterrado a Sevilla, donde trabajó como administrativo en un garaje y donde continuó su actividad política y sindical en la clandestinidad, creando y presidiendo la Federación Socialista Andaluza. Por sus labores clandestinas fue detenido varias veces, en 1950 y 1958. A través de su hijo y de Jaime Fernández Gallardo, se puso en contacto y apadrinó el ingreso en las Juventudes Socialistas de Felipe González, Alfonso Guerra, Antonio Prieto Durán y Luis Yáñez, conformando el núcleo para la reorganización del PSOE. En la escisión en el PSOE durante el Congreso de Suresnes se mantuvo en el sector histórico y fue presidente de la ejecutiva nacional. En el posterior congreso de 1976 en España, se preocupó por la incorporación de un grupo del sector histórico al sector renovado.

### Transición
Encabezó la lista del PSOE por Jaén en las Elecciones generales de España de 1977, siendo elegido diputado a Cortes. Se mantuvo en el sector crítico, defendiendo la tradición republicana y marxista del Partido.

## Muerte
El 15 de diciembre de 1978, una semana después de aprobarse la Constitución Española, falleció en el descarrilamiento que sufrió el tren Talgo en el que viajaba desde Madrid a Jaén, en la estación de Manzanares.